# White Bear 70
White Bear 70 är ett reservat i Kanada.   Det ligger i provinsen Saskatchewan, i den sydöstra delen av landet, 2 000 km väster om huvudstaden Ottawa.
Omgivningarna runt White Bear 70 är en mosaik av jordbruksmark och naturlig växtlighet. Runt White Bear 70 är det mycket glesbefolkat, med 4 invånare per kvadratkilometer.